# The Wooster Group
The Wooster Group – eksperymentalny zespół teatralny z siedzibą w Nowym Jorku założony i kierowany przez Elizabeth LeCompte.